# Craigavon Cowboys 2019
Questa voce raccoglie le informazioni riguardanti i Craigavon Cowboys nelle competizioni ufficiali della stagione 2019.

## IAFL1 Conference 2019

### Stagione regolare
| Portadown 3 marzo 2019 1ª giornata | Craigavon Cowboys | 2 – 14 referto | Trinity College | People's Park |

| Portadown 24 marzo 2019 4ª giornata | Craigavon Cowboys | 22 – 8 referto | Louth Mavericks | People's Park |

| Portadown 7 aprile 2019 6ª giornata | Craigavon Cowboys | 18 – 0 referto | Donegal Derry Vipers | People's Park |

| Powerscourt 5 maggio 2019 9ª giornata | Waterford Wolves | 0 – 73 referto | Craigavon Cowboys | Waterpark RFC |

| Dundalk 12 maggio 2019 10ª giornata | Louth Mavericks | 28 – 40 referto | Craigavon Cowboys | Mill Road |

| Portadown 9 giugno 2019 13ª giornata | Craigavon Cowboys | 27 – 13 referto | Wexford Eagles | People's Park |

| Galway 16 giugno 2019 14ª giornata | Galway Warriors | 0 – 30 referto | Craigavon Cowboys | St Mary's College |

| Mullingar 30 giugno 2019 15ª giornata | Westmeath Minotaurs | 0 – 26 referto | Craigavon Cowboys | Shay Murtagh Park |

### Playoff
| Portadown 14 luglio 2019 Semifinale | Craigavon Cowboys | 27 – 19 referto | Trinity College | People's Park |

| Navan 28 luglio 2019 IAFL1 Bowl | Craigavon Cowboys | 28 – 27 referto | Westmeath Minotaurs | Navan RFC |

## Statistiche di squadra
| Competizione | %Vittorie | In casa | In casa | In casa | In casa | In casa | In casa | In trasferta | In trasferta | In trasferta | In trasferta | In trasferta | In trasferta | Totale | Totale | Totale | Totale | Totale | Totale |
| Competizione | %Vittorie | G       | V       | N       | P       | Pf      | Ps      | G            | V            | N            | P            | Pf           | Ps           | G      | V      | N      | P      | Pf     | Ps     |
| ------------ | --------- | ------- | ------- | ------- | ------- | ------- | ------- | ------------ | ------------ | ------------ | ------------ | ------------ | ------------ | ------ | ------ | ------ | ------ | ------ | ------ |
| Campionato   | .875      | 4       | 3       | 0       | 1       | 69      | 35      | 4            | 4            | 0            | 0            | 169          | 28           | 8      | 7      | 0      | 1      | 238    | 63     |
| Playoff      | 1.000     | 2       | 2       | 0       | 0       | 55      | 46      | 0            | 0            | 0            | 0            | 0            | 0            | 2      | 2      | 0      | 0      | 55     | 46     |
| Totale       | .900      | 6       | 5       | 0       | 1       | 124     | 81      | 4            | 4            | 0            | 0            | 169          | 28           | 10     | 9      | 0      | 1      | 293    | 109    |